# IGLI SpA
Attention : ne pas confondre avec IGLI Holding S.p.A.

IGLI S.p.A. est une société financière italienne créée spécialement pour racheter la participation que la holding GEMINA S.p.A. détenait dans la première entreprise de BTP italienne Impregilo SpA. Après la cession d'Impregilo, elle est devenue filiale du groupe ASTM SpA, gestionnaire d'autoroutes au Brésil.
(NDR : En Italie, lorsqu'une entité dispose de 30 % du capital d'une société cotée en bourse, elle doit lancer une OPA sur l'ensemble du capital, même si elle n'atteint pas ce quota seule mais du fait d'un pacte d'actionnaires visant à bloquer d'autres investisseurs. C'est pourquoi souvent ce plafond n'est jamais atteint sauf pour prendre le contrôle majoritaire de la société).

## Histoire
Lors de sa création, la société IGLI S.p.A. était détenue par, :
- TeSir S.r.l. (Groupe Techint de la famille Rocca),
- Argo Finanziaria S.p.A. (Groupe Gavio),
- Autostrade per l'Italia S.p.A. (groupe Benetton),
- Efibanca S.p.A.,
- Sirti SpA.

En avril 2005, le groupe GEMINA SpA, actionnaire majoritaire de la première entreprise générale italienne de BTP, Impregilo SpA, avec 29,96 % du capital social, cède une partie de sa participation au capital (18,16 %) à IGLI S.p.A..
En novembre 2006, GEMINA SpA vend le solde de sa participation (11,83 %) dans Impregilo à « IGLI SpA », qui déteint alors 29,96 % des parts et en devient l'actionnaire de référence.
En février 2007, le capital du groupe IGLI SpA est uniformément réparti entre 3 actionnaires : 
- Groupe Gavio à travers Argo Finanziaria (33,33 %),
- Groupe Benetton à travers Autostrade per l'Italia SpA (33,33 %),
- Groupe Ligresti à travers Fondiaria Sai (16,67%) et Milano Assicurazioni (16,67%), deux filiales d'Immobiliare Lombarda soit (33,34 %).

En 2011, le groupe Gavio rachète les participations détenues par les deux autres associés d'IGLI SpA et en devient l'actionnaire de référence d'Impregilo SpA avec 29,96 % du capital. Pendant ce temps, le groupe Salini S.p.A. rachète en bourse des actions Impregilo jusqu'à atteindre 29,94 % du capital de la société. Salini SpA annonce vouloir racheter la société Impregilo pour ne conserver que la branche entreprise de BTP et revendre la branche concession d'autoroutes.
En juin 2012, le groupe Salini SpA rachète les 29,96 % d'Impregilo détenus par le groupe Gavio qui s'additionnant aux 29,94 % achetés en bourse en fait l'actionnaire majoritaire avec 59,90 % du capital. Salini SpA lance une OPA sur le reste des actions d'Impregilo, comme l'impose la loi italienne. Les sociétés Salini et Impregilo fusionnent pour donner naissance au groupe Salini Impregilo S.p.A. en 2014. Le groupe Gavio, unique actionnaire d'IGLI SpA, transfère à ses filiales autoroutières ASTM et SIAS la société IGLI SpA qui s'oriente vers le secteur des concessions autoroutières à l'étranger.
Le 2 août 2018, les sociétés concessionnaires d'autoroutes ASTM SpA et SIAS SpA détenant respectivement 60% et 40% du capital d'IGLI S.p.A. rachètent, à travers la filiale IGLI do Brasil, 69,10 % du capital social de la société brésilienne Primav Infraestrutura S.A. et 49,21 % de EcoRodovias Infraestrutura e Logistica S.A., deux importants opérateurs brésiliens de concessions autoroutières.
Le 18 mars 2022, IGLI S.p.A., à travers IGLI do Brasil, porte à 51,44 % sa participation dans la société EcoRodovias, société qui gère un réseau autoroutier d'environ 1 860 km au Brésil et acquiert 55 % du capital de Concesionaria Monotrilho Linha 18 — Bronze SA (VEM ABC).
En septembre 2022, EcoRodovias, la filiale d'IGLI do Brasil, a été retenu par l'État de Sao Paulo pour la concession du système autoroutier Noroeste Paulista d'une longueur de 600 km, ce qui permet à la filiale brésilienne de la société italienne ASTM SpA de gérer 5 000 km d'autoroutes au Brésil. 